# Włókniak plamisty

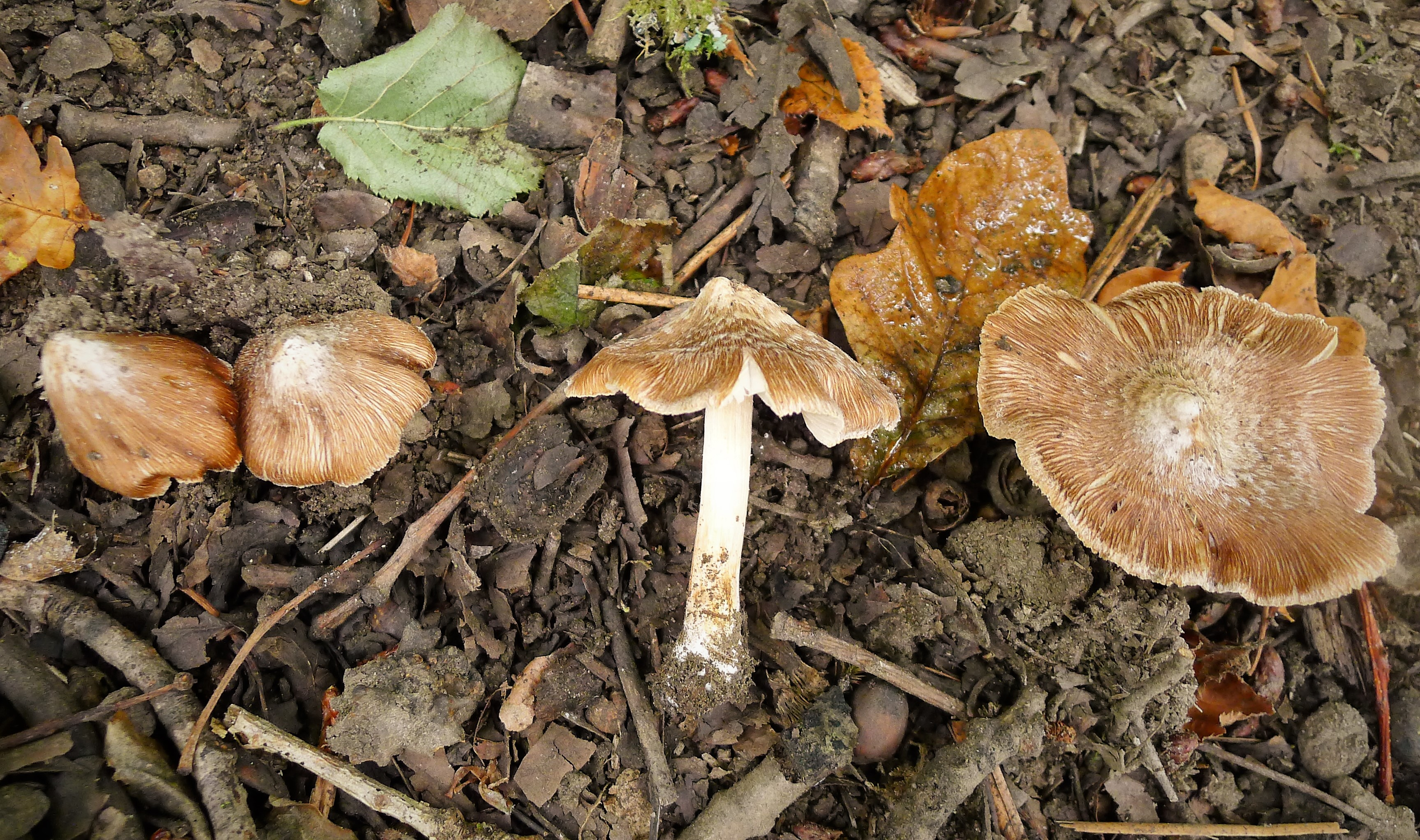

Włókniak plamisty, strzępiak plamisty (Inosperma maculatum (Boud.) Matheny & Esteve-Rav.) – gatunek grzybów należący do rodziny strzępiakowatych (Inocybaceae).

## Systematyka i nazewnictwo
Pozycja w klasyfikacji według Index Fungorum: Inosperma, Inocybaceae, Agaricales, Agaricomycetidae, Agaricomycetes, Agaricomycotina, Basidiomycota, Fungi.
Po raz pierwszy zdiagnozował go w 1885 r. Jean Louis Émile Boudier nadając mu nazwę Inocybe maculata. Obecną, uznaną przez Index Fungorum nazwę nadali mu Matheny i Esteve-Rav. w 2019 r.
Synonim: Inocybe maculata Boud. 1885:
Nazwę polską nadał Andrzej Nespiak w 1990 r. Po przeniesieniu go do rodzaju Inosperma nazwa polska stała się niespójna z nową nazwą naukową. W 2021 r. Komisja ds. Polskiego Nazewnictwa Grzybów przy Polskim Towarzystwie Mykologicznym zarekomendowała nazwę włókniak plamisty.

## Morfologia
Kapelusz
Średnica 2–5 cm, początkowo stożkowaty, potem stożkowato wypukły z garbkiem. Brzeg początkowo prosty lub nieco podgięty, na starość nieco wygięty ku górze. Powierzchnia pasemkowato-włókienkowata, już u młodych owocników. Na szczycie często występują białe plamki lub pasemka. Są to pozostałości zanikającej osłony. Barwa ciemnobrązowa, brązowokasztanowa z oliwkowym odcieniem, przy brzegu jaśniejsza.
Blaszki
Nieco zatokowato wycięte i przyrośnięte, średnio grube, wąskie. Początkowo białawe, potem brudnooliwkowe lub płowe. Ostrza jaśniejsze i nierówne.
Trzon
Wysokość 3–6 cm, grubość 0,4–1 cm, mięsisty, mniej więcej walcowaty, czasami z bulwkowatym zgrubieniem u podstawy. Powierzchnia delikatnie pasemkowato-włókienkowata, na szczycie nieco oszroniona. Na szczycie przeważnie biały, w środkowej części rdzawobrązowy lub brązowy, podstawa biała.
Miąższ
Zwarty, dość gruby, biały lub żółtawy. Smak łagodny, zapach spermy, podczas wysychania podobny do zapachu trufli.
Cechy mikroskopowe
Zarodniki 8,5–10,5 × 5–6 µm, owalno-fasolkowate, gładkie z gutulami. Cystydy gładkie, tej samej wielkości co podstawki: 25–40 × 8–13 µm.

## Występowanie i siedlisko
Znane jest występowanie włókniaka plamistego w Europie, Ameryce Północnej oraz w Japonii i Maroku. W piśmiennictwie naukowym na terenie Polski do 2003 r. podano wiele stanowisk. Nowsze stanowiska tego gatunku podaje internetowy atlas grzybów. Zaliczony w nim jest do gatunków zagrożonych i chronionych.
Grzyb mikoryzowy. Rośnie na ziemi w lasach liściastych i na obrzeżach leśnych dróg. Szczególnie często występuje razem z bluszczykiem kurdybankiem (Glechoma hedracea).